# Paul Dubrule
Pour les articles homonymes, voir Dubrule.
Paul Dubrule, né le 6 juillet 1934 à Tourcoing, est un chef d'entreprise et homme politique français, co-président Fondateur du Groupe Accor.

## Biographie
Diplômé de l'Institut des hautes études commerciales de l'Université de Genève, Paul Dubrule est, avec Gérard Pélisson, cofondateur et coprésident de la chaîne hôtelière Novotel en 1963,,. Coprésident du groupe Novotel de 1971 à 1983, il est ensuite coprésident d'Accor, de 1983 à 1996, puis coprésident du conseil de surveillance d'Accor de 1997 à 2005.
Maire de Fontainebleau de 1992 à 2001, Paul Dubrule a été sénateur, élu de Seine-et-Marne, de 1999 à 2004. Il est également resté président d'Entreprise et Progrès pendant 10 ans (de 1997 à 2007), cofondateur du World Travel and Tourism Council (WTTC), membre du Comité de soutien de l'Institut Turgot et membre du Bureau et du Conseil d'orientation de l'Institut de l'entreprise.
En février 2002, à l'âge de 67 ans, il s'élance pour un parcours de 15 272 kilomètres à vélo, de Fontainebleau à Angkor, pour l'inauguration d'une école hôtelière qu'il a financée. Cette aventure est racontée dans le livre Le test du cocotier publié en 2003 au Cherche Midi  (ISBN 978-2-7491-0114-9). Il fait également publier "Paris/Angkor: Itinéraire d'un défi" - illustré de nombreuses photos par la grande maison d'édition de beaux livres "La Martinière", le 2 févr. 2007 (157 pages).
Toujours en 2002, il fonde à Siem Reap, près d'Angkor au Cambodge, l'Ecole Paul Dubrule, une organisation non gouvernementale qui forme chaque année plus de 300 jeunes cambodgiens aux métiers de l'hôtellerie. L'établissement est aujourd'hui l'un des plus renommés d’Asie du Sud-Est.
En 2006, il quitte la France pour s'installer à Genève en Suisse.  
En 2012, il fonde avec Olivier Devys, ancien cadre chez Accor, deux nouvelles chaînes hôtelières baptisées respectivement « Okko » et « Eklo ».
Il est cité dans le scandale de corruption des Panama Papers.

## Distinctions
- Commandeur de la Légion d'honneur (décret du 1er janvier 2007)[10]. Officier du 13 juillet 1995, chevalier du 5 mai 1987[11].
- Officier de l'ordre national du Mérite (décret du 15 mai 2000). Chevalier du 8 décembre 1986[12].